# Декантація

Схема промислової декантації

Деканта́ція (англ. decantation, elutriation, desliming) — відокремлення рідини від осаду шляхом її зливання, повільно осідаючих дрібних частинок полідисперсної суспензії від швидко осідаючих, — більш великих і важких часток, — шляхом зливу (декантації) рідини, яка містить ще не осілі частинки, з осаду, що відстоявся.

## Загальний опис
Декантація, як технологічний прийом, дозволяє очищати або розділяти на фракції за крупністю або компонентами подрібнені матеріали і породи.
Декантація використовується і як аналітичний метод для визначення ґранулометричного складу. Декантацію застосовують при збагаченні мінеральної сировини, отриманні тонких порошків, очищенні глин, зокрема каолінових, від механічних домішок (уламкового матеріалу з розміром часток понад 0,01 мм): кварцу, польового шпату, слюди та ін. Принцип декантації використовують при гідравлічній класифікації подрібнених корисних копалин за розмірами, формою і густиною частинок. У найпростішому випадку декантацію проводять у відстійниках (басейнах, чанах, камерах), послідовно сполучених переливними патрубками або жолобами. Середовище, що, як правило, застосовується — вода, іноді з пептизуючими або коагулючими добавками електролітів, ПАР або високомолекулярних сполук.
Декантація здійснюється головним чином з метою дослідження.

## Електродекантація
Розділення під дією гравітації золів з великою та малою концентраціями, що утворились при електродіалізі, який приводить до виникнення локальної різниці в концентрації та густині.